# Carex verticillata
Espèce
Classification phylogénétique
Carex verticillata est une espèce des plantes du genre Carex et de la famille des Cyperaceae.